# ميخائيل براون (كاتب)
ميخائيل براون (بالإنجليزية: Michael Brown)‏ هو منتج أسطوانات وكاتب للأطفال وموسيقي وكاتب أغاني وكاتب أمريكي، ولد في 14 ديسمبر 1920 في ماهيا في الولايات المتحدة، وتوفي في 11 يونيو 2014 في مانهاتن في الولايات المتحدة.

## وصلات خارجية
- مايكل براون على موقع ميوزك برينز (الإنجليزية)
- مايكل براون على موقع قاعدة بيانات برودواي على الإنترنت (الإنجليزية)
- مايكل براون على موقع ديسكوغز (الإنجليزية)